# 万能战士无比敌
万能战士无比敌『とんでも戦士ムテキング』（とんでもせんしムテキング、英語：Muteking The Dashing Warrior）是日本的龙之子动画公司制作的电视动画，在1980年9月至1981年9月于富士电视台播出，全56話。在2021年秋季播放新版『MUTEKING THE Dancing HERO』。

## 介绍
主角游木是擅长溜冰的小学生，某日突然得到能变身成万能战士无比敌的能力，借此保护地球。

## 人物
游木リン/ムテキング
配音:井上和彦